# Caruaru Airport
Caruaru Airport är en flygplats i Brasilien.   Den ligger i kommunen Caruaru och delstaten Pernambuco, i den östra delen av landet, 1 500 km nordost om huvudstaden Brasília. Caruaru Airport ligger 563 meter över havet.
Terrängen runt Caruaru Airport är platt norrut, men söderut är den kuperad. Runt Caruaru Airport är det tätbefolkat, med 550 invånare per kvadratkilometer.. Närmaste större samhälle är Caruaru, 4,1 km öster om Caruaru Airport.
Omgivningarna runt Caruaru Airport är huvudsakligen savann.